# Relitto di Cetraro
Il relitto di Cetraro (nota anche come nave dei veleni) è il relitto di una nave affondata al largo delle coste di Cetraro in Calabria; di esso si venne a sapere nel 2005 grazie alle rivelazioni del pentito di 'Ndrangheta Francesco Fonti sull'affondamento nel Mediterraneo, al largo della Spezia e di Livorno, e in Somalia, di navi contenenti di rifiuti tossici e radioattivi. Le ricerche hanno portato alla conclusione che in realtà si tratta di un relitto della prima guerra mondiale, ma sono state avanzate ipotesi alternative e richieste di altre verifiche.

## Storia

### Antefatto
Nel 1994 il pentito Fonti diventò un collaboratore di giustizia; fino al 2003 la sua collaborazione si concentro esclusivamente sui traffici di droga e di armi; dal 2003 iniziò a rilasciare delle dichiarazioni ai giornalisti della rivista Famiglia cristiana, Barbara Carazzolo, Alberto Chiara e Luciano Scalettari, riguardo al traffico illegale di rifiuti; nel 2005 L'Espresso pubblicò un memoriale di Fonti sul traffico di rifiuti pericolosi in Italia e in Somalia, coinvolgendo servizi segreti e politici, soprattutto democristiani: Riccardo Misasi e Ciriaco De Mita.
Nel marzo del 1994 la magistratura di Reggio Calabria aveva aperto un'inchiesta, nata da una denuncia di Legambiente su un possibile traffico di scorie industriali e radioattive in Aspromonte, provenienti dai porti calabresi; all'inchiesta partecipò il capitano di corvetta Natale De Grazia, che svilupperà a lungo l'ipotesi di affondamento nel Mar Mediterraneo di navi cariche di rifiuti; in particolare la Procura di Reggio Calabria indagò sulla nave Rigel affondata anni prima al largo di Capo Spartivento; nel 2000 l'indagine, passata dal 1996 alla Direzione distrettuale antimafia, venne archiviata.
Fonti nelle sue diverse dichiarazioni rese dopo il giugno 2005 affermò di aver affondato direttamente 3 navi: la Cunski al largo di Cetraro, la Yvonne A a Maratea e la Voriais Sporadais a Melito Porto Salvo in collaborazione con le famiglie dei Muto e degli Iamonte.
Nel 2006 il pubblico ministero di Paola, Franco Greco aprì un'inchiesta dopo il rinvenimento da parte di alcuni pescatori di bidoni.

### Il ritrovamento del relitto
Nel 2009 su richiesta del nuovo procuratore di Paola, Bruno Giordano, e dell'assessorato all'ambiente calabrese, si ricercò riscontro alle affermazioni di Fonti sulla nave Cunski che si riteneva fosse stata affondata al largo di Cetraro con 120 fusti di materiale radioattivo. Le prime indagini in loco vengono fatte dall'Arpacal nei primi giorni di settembre. Sempre nell'estate del 2009 la Procura di Paola aveva iniziato ad approfondire le indagini sulla contaminazione del fiume Oliva, nella zona di Serra d'Aiello e di Aiello Calabro, zona dove da anni si stavano cercando le scorie della nave Jolly Rosso, spiaggiata ad Amantea il 14 dicembre del 1990. In quella zona, non distante da Cetraro, una perizia aveva stabilito un alto numero di tumori.
Il 12 settembre 2009 venne ritrovata una nave, inizialmente identificata come la Cunski, a circa 500 metri di profondità; il relitto, secondo le stime realizzate dall'equipaggio della nave Copernaut Franca, aveva circa 110 metri di lunghezza. Legambiente chiese di cercare anche gli altri relitti e in particolare il Rigel, affondato nel 1987 al largo di Capo Spartivento.

### Le ipotesi sul relitto
Lo Stato italiano si interessa della vicenda dopo la richiesta d'aiuto da parte della regione Calabria: il ministero dell'ambiente eseguirà indagini e analisi insieme ad Arpacal e tramite la nave Astrea dell'Ispra si constaterà il tipo di inquinanti presente nella Cunsky e la loro diffusione. Vengono incaricate delle analisi del fondale due navi: la Copernaut Franca su incarico della Regione Calabria e di Arpacal e la Mare Oceano di GeoLab incaricata dal ministero dell'Ambiente. Dalle analisi condotte con il sottomarino ROV di GeoLab della nave Mare Oceano la nave individuata non era la Cunski ma la Catania, costruita nel 1906 e affondata il 16 marzo 1917. Non vi è neanche presenza di radioattività. Il 29 ottobre 2009 il caso di Cetraro viene chiuso, dopo anche gli annunci del ministro per l'ambiente Stefania Prestigiacomo e del Procuratore Nazionale Antimafia Piero Grasso. Lo stesso giorno il vice procuratore Pietro Borrelli afferma inoltre che la stiva della nave è vuota in contrasto però con Pippo Arena, pilota del ROV della Copernaut che fece la prima ispezione dichiarando che c'erano due stive entrambe piene.
Pochi giorni dopo emergono dubbi sollevati anche dal settimanale L'Espresso: i pescatori sono increduli che al largo non ci sia la nave con i fusti radioattivi, e l'annuncio del ministro ancor prima della completa analisi del robot sottomarino per l'identificazione della nave che fino all'annuncio non aveva fatto alcun video ma solo analisi acustiche; infine non coincidono le coordinate di dove è stata rilevata la Cunski a settembre 2009 con le coordinate del relitto Catania individuato, in quanto c'è una differenza di 3 miglia e mezzo. Riemerge inoltre anche un documento del 24 gennaio 2006 del PM Franco Greco che per primo aprì il caso Cetraro dopo il recupero di bidoni da parte dei pescatori, dove è scritto che le navi al largo di Cetraro affondate sono tre.
Il 5 novembre 2009 il ministero dell'ambiente conferma le sue dichiarazioni, dichiarando inoltre che nel video è ben visibile il nome del relitto, di aver perlustrato la zona di coordinate fornitegli a settembre dal primo ritrovamento e che la distanza di 3 miglia può essere un errore plausibile ai tempi dell'affondamento nel 1917. Le autorità giudiziarie inoltre potranno pubblicare tutta la documentazione. Il 6 novembre vengono pubblicate le foto sul sito del ministero.
Dopo le dichiarazioni del Ministro dell'Ambiente e del procuratore nazionale antimafia, il WWF chiede ad entrambi di confrontare con una perizia il video del Rov commissionato dalla Regione Calabria e Arpacal e quello della nave Asprea del Ministero dell'Ambiente. Il 3 novembre 2009 la Mare Oceano si dirige verso Maratea ad individuare l'altro relitto indicato da Fonti. Il 15 gennaio 2010 si aggiunge la testimonianza del pentito "Sigma", ex capobastone di un'importante 'ndrina di Amantea che confermerebbero quelle di Francesco Fonti. Poco tempo prima anche il pentito Emilio Di Giovine dell'omonima cosca si era dichiarato disposto a collaborare sul caso.
Sarebbero 30 le navi a perdere affondate nel Mediterraneo e quindi ben 22 paesi coinvolti. Il 12 ottobre 2009 i pescatori a Cetraro bloccano la ferrovia per protesta. Il 15 settembre 2009 il caso arriva anche in Commissione Europea, grazie all'eurodeputato calabrese Mario Pirillo del PD.
Il 21 settembre 2009 La procura di Livorno apre un fascicolo, su quanto detto dal pentito per una nave affondata al largo del comune. Il 23 settembre 2009 la Nave Asprea fa le prime indagini. Lo stesso giorno la Commissione ambiente e protezione civile degli assessori regionali ritiene che lo Stato si debba incaricare della bonifica di tutti i siti in cui le navi sono state affondate.
Il 13 ottobre 2009 a Diamante si sono incontrati i sindaci del Tirreno cosentino per discutere al riguardo delle scorie radioattive. Il 14 ottobre 2009 si sono incontrati una delegazione italiana con Stavros Dimas, commissario all'ambiente dell'Unione Europea per discutere sul fatto. Per il 24 ottobre si volge ad Amantea una manifestazione nazionale contro le scorie in Calabria.
Agli inizi di dicembre 2012 le autorità indiane comunicano agli inquirenti italiani che la Cunsky non risulta essere stata smantellata nel porto di Alang, come invece veniva riportato agli atti dell'archiviazione delle indagini.

## Influenza culturale

### Televisione
- Blu notte - Navi a perdere Il Mare dei veleni (puntata del 9 ottobre 2009).[29]
- Exit - Files - La Scoria infinita.[30]
- Le Iene - Il mistero delle navi radioattive affondate (puntata del 19 dicembre 2016).[31]